# Jerzy Sterenga
Jerzy Sterenga (Vilnius, 3 febbraio 1926 – Wałbrzych, 19 luglio 1999) è stato un cestista e allenatore di pallacanestro polacco.

## Carriera
Con la Polonia ha disputato i Campionati europei del 1955.